# باز شیلی
باز شیلی (نام علمی: Accipiter chilensis) یک گونه پرنده شکاری متعلق به بازها است. در جنگل‌های آند از شیلی مرکزی و آرژانتین غربی در جنوب تا تیرا دل فوئگو، از سطح دریا تا ارتفاع 2700 متری زادآوری می‌کند. برخی به وضوح در مناطق پست شمال غربی آرژانتین زمستانگذرانی می‌کنند.
گاهی به عنوان یک زیرگونه از خویشاوند شمالی خود، باز دورنگ (نام علمی: A. bicolor)، از جمله توسط انجمن پرنده‌شناسی آمریکا و گاهی نیز یک گونه متمایز در نظر گرفته می‌شود. این دو گونه تفاوت در ترجیح زیستگاه را نشان می‌دهند و دارای گونه‌زایی ناهمجا هستند. اما این وضعیت به دلیل زیرگونه pileatus پیچیده است، که در پر و بال بین گونه دورنگ و شیلی قرار دارد، و با گوناگونی مختلف ممکن است به هر یک از این گونه‌ها اختصاص داده شود.

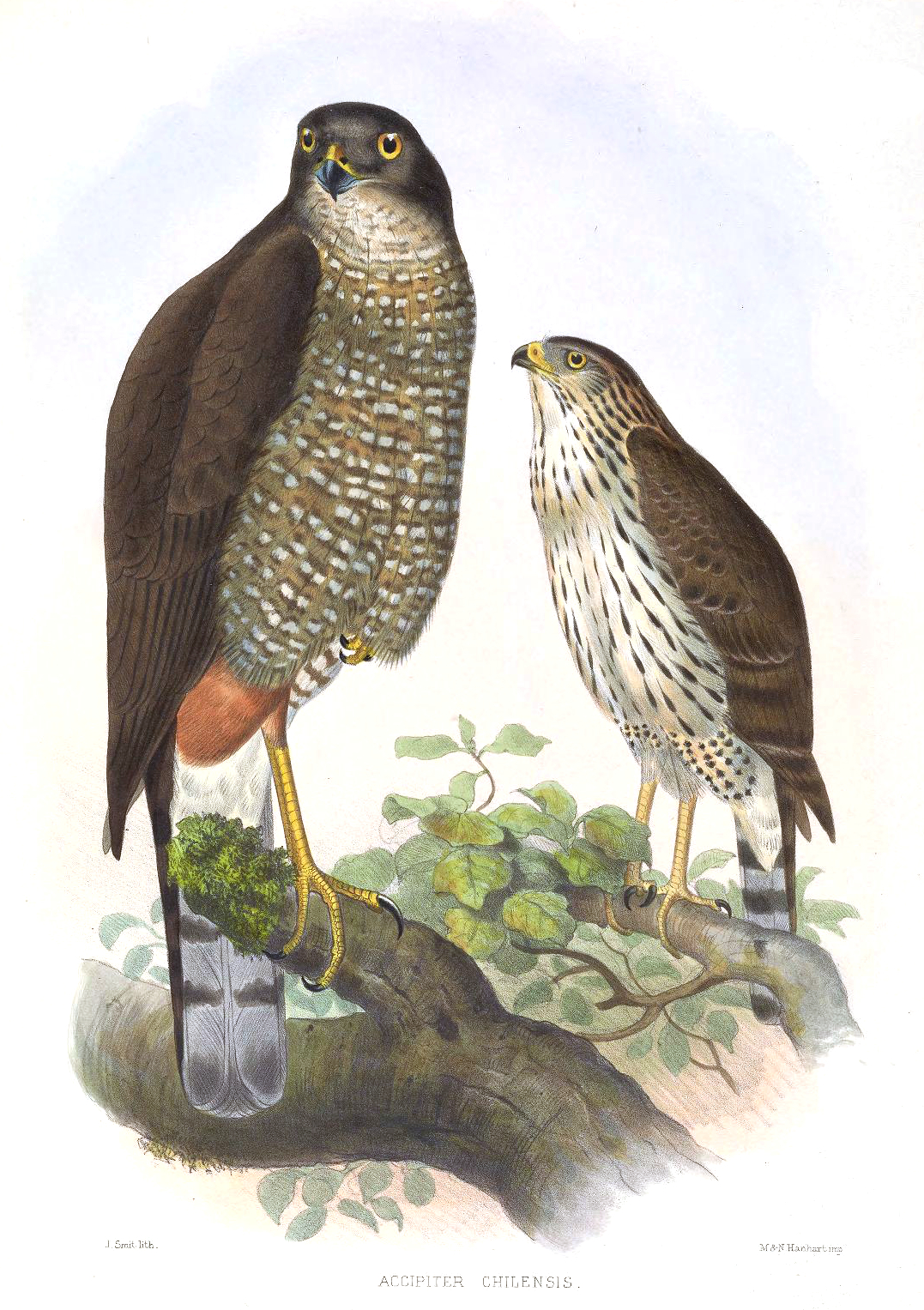